# Oleg Chatskikh
Oleg Aleksandrovitch Chatskikh (russe : Олег Александрович Шацких) (né le 15 octobre 1974 à Tachkent, à l'époque en URSS, aujourd'hui en Ouzbékistan) est un joueur de football international ouzbek, qui évoluait au poste d'attaquant.
Son frère, Maksim, est également footballeur.

## Biographie

### Carrière en club
Il termine meilleur buteur du championnat d'Ouzbékistan en 1995 et en 1996.

### Carrière en sélection
Avec l'équipe d'Ouzbékistan, il joue 11 matchs (pour 9 buts inscrits) entre 1996 et 1997. 
Il figure dans le groupe des sélectionnés lors de la coupe d'Asie des nations de 1996, où son équipe est éliminée au premier tour.
Il joue également 8 matchs comptant pour les tours préliminaires de la coupe du monde 1998.

## Palmarès
| Pakhtakor Tachkent - Championnat d'Ouzbékistan (1) : - Champion : 1992. |  | Navbahor Namangan - Championnat d'Ouzbékistan (1) : - Champion : 1996. - Meilleur buteur : 1995 (26 buts) et 1996 (23 buts). - Coupe d'Ouzbékistan (1) : - Vainqueur : 1995. |